# 5975 Otakemayumi
5975 Otakemayumi eller 1992 SG är en asteroid i huvudbältet som upptäcktes den 21 september 1992 av de båda japanska astronomerna Kazuro Watanabe och Kin Endate vid Kitami-observatoriet. Den är uppkallad efter den japanska kompositören Mayumi Ōtake.
Asteroiden har en diameter på ungefär 10 kilometer och den tillhör asteroidgruppen Maria.